# Héctor Pedro Blomberg
Héctor Pedro Blomberg (Buenos Aires, 18 de marzo de 1889 - m. 3 de abril de 1955) fue un poeta, guionista, comediógrafo y periodista argentino. En su obra retrató la vida de marineros embarcados, en barrios portuarios de distintas partes del mundo. Es autor de famosas canciones junto al guitarrista Enrique Maciel entre los que se destaca el vals La pulpera de Santa Lucía, que sería interpretado por su amigo Ignacio Corsini.

## Biografía
Pedro Blomberg era hijo de Ercilia López de Blomberg, escritora paraguaya y sobrina del mariscal Francisco Solano López; mientras que por el lado paterno era nieto de un marino noruego.
En 1912 publicó su primer libro de poemas La canción lejana. A fines de la década del '20 comienza a desarrollar una poesía y narrativa popular, vinculada al radioteatro, el sainete y el tango. Escribió obras en las que mezclaba realidad y ficción, ambientadas en las luchas políticas del siglo XIX entre unitarios y federales.
Entre sus obras teatrales exitosas pueden mencionarse Barcos amarrados, La Mulata del Restaurador, La sangre de las guitarras, Los jazmines del ochenta. Esta última fue estrenada por la compañía de Teatro del Aire que encabezaban Pascual Pellicciotta y Eva Duarte de Perón.
El romance radial Bajo la santa Federación que escribiera en colaboración con Carlos M. Viale Paz fue llevado al cine con el mismo nombre en 1935 por Daniel Tinayre.
La amistad con el destacado cantor de tangos Ignacio Corsini lo vinculó al guitarrista Enrique Maciel con quien escribió gran cantidad de canciones, entre las que se destacan: El adiós de Gabino Ezeiza (milonga), La pulpera de Santa Lucía (vals), La mazorquera de Monserrat (vals), Violines gitanos (tango), Tirana unitaria (tango), La viajera perdida (tango), La que murió en París (tango), Siete lágrimas (canción), La guitarrera de San Nicolás (vals), No quiero ni verte (vals), Los jazmines de San Ignacio (canción), La canción de Amalia (vals), La china de la Mazorca (canción) y Me lo dijo el corazón (tango).
Sus tangos fueron cantados fundamentalmente por Corsini.
Hace algunos años, Juan "Tata" Cedrón musicalizó un poema inédito de Blomberg titulado Las 2 Irlandesas.

## Obras publicadas
Publicó los libros de poesías: La canción lejana (1912), A la deriva (1920), Gaviotas perdidas (1921), Bajo la Cruz del Sur (1922), Las islas de la inquietud (1924), El pastor de estrellas (1928), Canciones de Rusia y baladas de Ucrania: Canciones históricas, Cantos navales argentinos  y Los Poetas de la tierra.
Y relatos y novelas cortas como Las puertas de Babel, cuentos, con prólogo de Manuel Gálvez (1920), Los habitantes del horizonte (1923), Los soñadores del bajo fondo (1924), Los peregrinos de la espuma (1924), La otra pasión (1925), Los pájaros que lloran (1926), La ciudad de don Juan Manuel; La mulata del Restaurador (1932), La cantora de la Merced (1933).
Además de obras de teatro y de temas escolares.